# Johannes Phocylides Holwarda
Johannes Phocylides Holwarda (también escrito en ocasiones como: Jan Fokkesz, Jan Fokker, Johann Holwarda, Johannes Fokkes Holwarda, Jan Fokkens Holwarda, Jan Fokkes van haylen) (19 de febrero de 1618—22 de enero de 1651) fue un astrónomo, médico y filósofo frisón, profesor de filosofía en la Universidad de Franeker de 1639 a 1651.

## Semblanza
Phocylides nació en Holwerd, y es recordado por haber descubierto la duración del ciclo lumínico de la estrella variable Mira (Omicron Ceti). En un estudio sistemático que realizó en 1638,  observó que Mira desapareció y reapareció en un ciclo variable de aproximadamente 330 días.
Fue seguidor del "atomismo". Su obra Philosophia Naturalis, seu Physica Vetus-Nova, publicada póstumamente en 1651, define los conceptos de materia y de forma: la materia está extendida y dividida en átomos, mientras que la forma es la textura de los átomos. Según Phocylides, los cuerpos están formados átomos y por la carencia de los mismos. Los átomos, que distingue entre sencillos o compuestos, son corpúsculos sólidos que reciben movimiento directamente de Dios.
El cráter lunar Phocylides está nombrado después de que le.

## Eponimia
- El cráter lunar Phocylides lleva este nombre en su memoria.[7]